# Zlatko Josip Grgić
Zlatko Josip Grgić (2001.) je hrvatski gitarist, sin gitarista Hrvoja Grgića. Poznat po nadimku »Torresov šaptač«, zbog virtuoznih izvedbi djela Antonia de Torresa. 31. ožujka 2019. održao je koncert koji je ostavio povijesni dojam virtuoznim nastupom, oduševivši slušatelje i glazbenu kritiku. Svirao je u kripti crkve sv. Petra u Beču, na drevnoj Torresovoj gitari La Invencible. Ta je gitara Antonia de Torresa iz 1890. prvi put u povijesti izašla iz Španjolske. Dopremljena je u posebnu sigurnosnu pratnju i zaštitu.